# Германский поход Калигулы
Германский поход 39—40 годов — военная экспедиция императора Калигулы на Рейн.

## Историография вопроса
Среди античных источников о походе Калигулы пишут Светоний, Дион Кассий, Тацит, Евтропий и Орозий, причем двое первых сообщают различные подробности, в случае Светония, как обычно, анекдотические. Причиной похода Светоний называет желание императора пополнить отряд своих телохранителей-батавов. По мнению Диона Кассия, растратив все средства, которые удалось собрать в самом Риме и Италии, император решил предпринять поход в Галлию, «под тем предлогом, будто бы взволновались недружественные германские племена, на деле же — с целью извлечь деньги из богатств и изобилия Галлии, а также Испании», что представляется более разумным, чем нелепое утверждение Светония. По мнению Тацита поход Калигулы — это «смешная причуда» (ludibrium)
Историки XIX века, следуя античным указаниям, не воспринимали действия Калигулы всерьез; так Моммзен называл Германский поход «комедией», но в настоящее время исследователи рассматривают его как стратегически важную акцию на Рейнской границе.
Предположения о действительных целях императора выдвигаются различные (война, большие маневры, демонстрация силы, борьба с заговорщиками, пополнение казны); подробный разбор информации, относящейся к этому событию, дан в работах Э. А. Баррета и А. И. Савина.

## Положение в Германии
Выполнив завет Августа и снова продемонстрировав германцам силу римского оружия в походах 14—16 годов, император Тиберий отказался от планов завоевания зарейнских земель, сулившего лишь большие расходы, и свернул военные действия, ограничившись пограничной обороной. В последнее десятилетие его принципата положение на Рейнской границе постепенно ухудшалось. Восставшие в 28 году фризы нанесли римлянам два поражения и восстановили свою незавимимость, причем император постарался скрыть эту неудачу от сената и народа. Легат Верхней Германии Лентул Гетулик в 34 году добился от цезаря бессменного командования и с этого времени император фактически не контролировал положение на Рейне, через который все чаще стали переправляться разбойничьи германские отряды хавков.
Подросшее непуганное поколение германцев, видя пассивность римлян, перестало смотреть на них с уважением, и после смерти Тиберия пронесся слух, что племена намереваются вторгнуться в Галлию зимой 39—40 годов. Об этом стало известно Калигуле, и император решил предпринять крупный поход на Рейн под предлогом противодействия германской угрозе.

## Подготовка
Одной из задач, несомненно, была расправа над Лентулом Гетуликом, которого было бы затруднительно отстранить от командования простым приказом, так как этот легат, выговоривший для себя особое положение при прежнем императоре, был популярен в войсках и способен поднять мятеж.
Для проведения экспедиции Калигула отмобилизовал огромные силы; по словам Диона Кассия было набрано двести или даже двести пятьдесят тысяч человек. Даже цифра в 200 000 вдвое превышала численность войск, размещенных на Рейне. Светоний пишет, что император выступил, «произведя с великой строгостью новый повсеместный набор, заготовив столько припасов, сколько никогда не видывали», а Тацит называет военные приготовления Калигулы «устрашающими». Ряд исследователей полагает, что тогда же были набраны два новых легиона: XV и XXII Первородные, названные, возможно, в честь первой дочери императора и, предположительно, направленные на базы в Ветере и Могонциаке. Исходя из номеров новых подразделений их намеревались поставить в пары к двум верхнерейнским легионам — XIV, стоявшему на Майне, и XXI, расквартированному в Виндониссе, что лишний раз подтверждает недоверие Калигулы к армии Гетулика. Число преторианских когорт было увеличено с девяти до двенадцати.
Командующим в Верхней Германии был назначен опытный военачальник Сервий Сульпиций Гальба, который должен был навести порядок в войсках перед прибытием императора. При Гетулике войска сильно распустились, так как, добиваясь популярности у воинов, легат не обременял их работами. Гальба, по-видимому, принял командование после казни Гетулика 27 октября и, поскольку начинать кампанию в том году было уже поздно, занялся укреплением дисциплины, запретив увольнительные и заняв людей усиленной боевой подготовкой. Воинам даже было запрещено аплодировать на праздничных мероприятиях. Не справлявшихся с наведением порядка старших центурионов он разжаловал, а нерадивых легионеров увольнял с выдачей всего 6000 сестерциев, то есть с половиной положенного выходного пособия. В войсках быстро оценили новые порядки и легионеры стали напевать слова disce miles militare, Galba est non Gaetulicus («Воевать учись, солдат, Гальба — не Гетулик!». Легатом Нижней Германии вместо разбитого фризами Луция Апрония был назначен Публий Габиний Секунд.

## Поход Калигулы
Хронология личного участия Калигулы в походе не совсем ясна. По словам Светония, император выехал из Рима в Меванию, городок в Умбрии, посмотреть на источник и рощу Клитумна, а затем, взяв с собой сестер Юлию Агриппину и Юлию Ливиллу, выступил на север, причем «двигался он то стремительно и быстро, так что преторианским когортам иногда приходилось вопреки обычаям вьючить знамена на мулов, чтобы догнать его, то вдруг медленно и лениво, когда носилки его несли восемь человек, а народ из окрестных городов должен был разметать перед ним дорогу и обрызгивать пыль». Он не мог отправиться ранее начала сентября, когда сместил консулов, не проявивших достаточного усердия в праздновании его дня рождения 31 августа, зато пышно отметивших очередную годовщину битвы при Акции 2 сентября. Успел ли он пересечь Альпы до казни Гетулика, неизвестно. Своей главной квартирой император выбрал Лугдун, в котором оставался несколько месяцев, пока Гальба не навел не границе нужный порядок.
В Лугдуне он устраивал состязания риторов, причем проигравшие должны были языком стирать свои записи, в противном случае их ждали розги и купание в Родане. Там же император устроил новую распродажу фамильных сокровищ, в том числе имущества сестер, которых он обвинил в причастности к заговору Гетулика и отправил в ссылку. Также он занимался казнями богатых галлов и конфискациями их имущества, по поводу чего Дион Кассий приводит несколько анекдотов, демонстрирующих императорский произвол и беззаконие. Так, когда у принцепса кончились деньги во время игры в кости, он потребовал податные списки галлов и
приказал казнить самых богатых, после чего вернулся к своим партнерам и сказал: «Вы играете ради нескольких денариев, а я разом обогатился на сто пятьдесят миллионов». Сенату он сообщил об избавлении от опаснейшего заговора и ему определили «довольно скромную овацию» за победу над Гетуликом, отправив в Галлию делегацию, в состав которой вошел Клавдий.
В январе 40 года Калигула в четвертый раз стал консулом, во второй раз без коллеги, так как тот умер до вступления в должность. На двенадцатый день император сложил полномочия и отправился к войскам, сделав первую остановку в Могонциаке, где войска Гальбы произвели на него весьма благоприятное впечатление и удостоились наибольших похвал и наград среди всех армий. По случаю прибытия принцепса были проведены показательные учения, во время которых Гальба подавая личный пример, провел тренировку со щитом, после чего пробежал двадцать миль за колесницей императора.
Относительно участия Калигулы в боевых действиях Светоний, по мнению Баррета, рисует весьма искаженную картину, представляя его победы над германцами как малоудачные постановки:

…так как воевать было не с кем, он приказал нескольким германцам из своей охраны переправиться через Рейн, скрыться там и после дневного завтрака и отчаянным шумом возвестить о приближении неприятеля. Все было исполнено: тогда он с ближайшими спутниками и отрядом преторианских всадников бросается в соседний лес, обрубает с деревьев ветки и, украсив стволы наподобие трофеев, возвращается при свете факелов. Тех, кто не пошел за ним, он разбранил за трусость и малодушие, а спутников и участников победы наградил венками нового имени и вида: на них красовались солнце, звезды и луна, и назывались они «разведочными». В другой раз он приказал забрать нескольких мальчиков-заложников из школы и тайно послать их вперед, а сам, внезапно оставив званый пир, с конницей бросился за ними вслед, схватил, как беглецов, и в цепях привел назад — и в этой комедии, как всегда, он не знал меры.— Светоний. Калигула. 45
Желая показать трусость Калигулы, Светоний добавляет:

Перед варварами он был щедр на угрозы; по когда он однажды за Рейном ехал в повозке через узкое ущелье, окруженный густыми рядами солдат, и кто-то промолвил, что появись только откуда-нибудь неприятель, и будет знатная резня, — он тотчас вскочил на коня и стремглав вернулся к мостам; и так как они были загромождены обозом и прислугой, а он не желал ждать, то его переправили на другой берег над головами людей, передавая из рук в руки. А потом, когда разнесся слух о восстании германцев, он бросился готовить бегство и флот для бегства, надеясь найти единственное прибежище в заморских провинциях, если победители захватят Альпы, как кимвры, или даже Рим, как сеноны.— Светоний. Калигула. 51
По словам Диона Кассия, он три раза провозглашался императором, «хотя и не выиграл ни одного сражения и не одолел никакого неприятеля. Однажды он, правда, захватил обманом небольшое число врагов, связал их и потратил немало собственных сил, убивая их поодиночке, а других уничтожил всех скопом. Увидев как-то раз толпу то ли пленников, то ли каких-то других людей, он отдал приказ перерезать их всех».
На самом деле боевые действия и победы римлян были вполне реальными. Зимой 40 года хатты переправились через Рейн, чтобы напасть на римскую Германию и Галлию, но были отражены Гальбой. После прибытия императора, вероятно, в марте, римляне провели наступательную операцию за Рейном. По словам Диона Кассия, император не нанес никакого ущерба германцам, так как, продвинувшись на восток от Рейна, вскоре вернулся назад и предпринял поход в Британию. Евтропий уточняет, что Калигула вторгся в земли свевов. Тем не менее, Калигула самостоятельно провел несколько экспедиций за Рейном, добыв желаемую военную славу.
Несмотря на громкие декларации о намерении закончить начатое его отцом подчинение Германии Калигула, как полагают исследователи, ставил перед войсками весьма ограниченные задачи, а во время похода вообще решил сменить цель, направив главные силы на завоевание Британии, а в Германии ограничившись обороной. На германском направлении император, предположительно, намеревался передвинуть римскую границу от верховий Рейна к истоку Дуная и Гальба силами XIII легиона проводил соответствующие операции в 40—41 годах.
Также по приказу Калигулы началось выдвижение римского оборонительного предполья в Южную Германию с двух направлений: на север от Виндониссы и на восток от Могонциака, чем было задано стратегическое направление для позднейших правителей. В Нижней Германии император весной 40 года начал сооружение нового лимеса в низовьях Рейна, продолженного Корбулоном в 47 году. В ходе этих работ в устье северного рукава Рейна была построена крепость Преториум Агриппины, где разместилась III когорта галльских всадников, было восстановлено самое северное римское укрепление Флевум, потерянное Апронием в 28 году, в 20 милях выше Преториума Агриппины по течению Рейна была возведена кастелла Альбаниана для контроля над местом впадения Аара в Рейн.
В 20 км ниже построенного в 5 году Тиберием Фектиума Калигулой была построена крепость Лауриум (нынешний Верден), где встала новонабранная III когорта бревков. Это укрепление император использовал как базу
для похода против хавков, во время которого легат Публий Габиний Секунд сумел отвоевать последнего легионного орла, захваченного варварами в Тевтобургском лесу.
В ходе кампании Калигула принял неофициальные титулы «Сын лагеря» (Castrorum Filius) и «Отец войска» (Pater Exercituum).

## Итоги
Зарейнские экспедиции Калигулы, по-видимому, имели для подтверждения римского престижа среди германцев значение, сопоставимое с походами его отца и только из-за непопулярности самого императора античные источники «единодушно называют эти кампании фальшивыми и ненастоящими, обвиняют императора в трусости и предполагают, что военные кампании были вымышленными, а пленники были куплены или похищены в Галлии, где принцепс провёл зиму». По этой же причине сенатские историки высмеяли учреждённые Калигулой в качестве новой воинской награды разведочные венки (Corona exploratoria).
В Рим Калигула сообщил о своих действиях как о крупных победах и, «учитывая ограниченный масштаб всей кампании, их вполне можно таковыми и считать». На заседании сената Веспасиан предложил отметить победы принцепса, устроив игры, а сама победа, по-видимому, праздновалась по всей империи, о чём свидетельствует найденный в Лидии рельеф.
По возвращении из похода Калигула намеревался справить необыкновенной пышности триумф, для чего собрал огромные средства, но при своём вступлении в Рим 31 августа 40 ограничился овацией. Тем не менее, он первым из императоров принял триумфальное прозвище, назвавшись «Германским».
Относительно подготовки к несостоявшемуся триумфу Светоний пишет, что за недостатком настоящих пленных германцев и перебежчиков Калигула распорядился набрать самых высоких галлов, а германских вождей в процессии должны были изображать галльские князья, которым приказали отрастить волосы и покрасить их в рыжий цвет, а также выучить германский язык и сменить имена. Персий, которому во времена триумфа Гая было 7 или 8 лет, позднее передал ту же сплетню в своей шестой сатире:

## Комментарии
1. ↑  Согласно Светонию, это произошло в Палатинском дворце в Риме (Светоний. Калигула. 41, 2)
2. ↑  Это сообщение не подтверждается монетными легендами (Баррет, с. 243; Махлаюк, с. 263) и в надписях Калигула титулуется императором лишь однажды (Махлаюк, с. 263)